# Formel-1-Weltmeisterschaft 2014

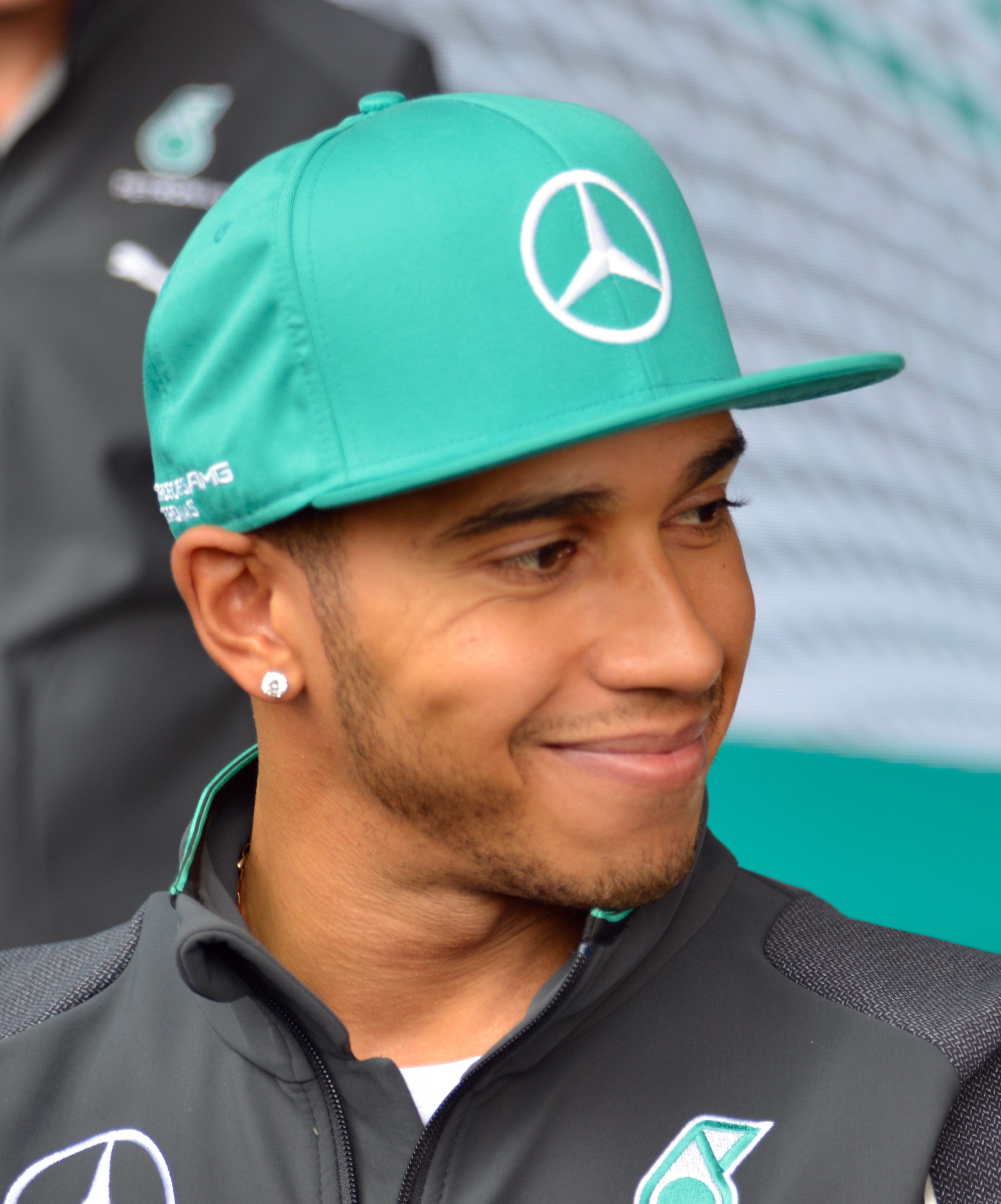
Weltmeister Lewis Hamilton

Die Formel-1-Weltmeisterschaft 2014 war die 65. Saison der Formel-1-Weltmeisterschaft. Sie umfasste erneut 19 Grands Prix. Sie begann am 16. März im australischen Melbourne und endete am 23. November auf der Yas-Insel vor Abu Dhabi. Der Brite Lewis Hamilton wurde zum zweiten Mal nach 2008 Fahrerweltmeister. Die Konstrukteurs-Weltmeisterschaft gewann mit Mercedes zum ersten Mal seit Vergabe des Titels 1958 ein deutscher Rennstall.

## Änderungen 2014

### Rennstrecken
Der Große Preis von Russland wurde 2014 zum ersten Mal ausgetragen und fand in Sotschi statt.
Der Große Preis von Österreich (Spielberg) kehrte in den Rennkalender zurück. Der Große Preis von Deutschland wechselte turnusmäßig vom Nürburgring zum Hockenheimring Baden-Württemberg.
Der Große Preis von Indien und der Große Preis von Korea wurden aus dem Kalender gestrichen.
Zwischenzeitlich waren zudem die Großen Preise von Jersey (Weehawken) und Mexiko (Mexiko-Stadt) für die Saison 2014 geplant gewesen. Beide Rennen wurden aber nicht in den endgültigen Kalender aufgenommen.

### Technisches Reglement

#### Antrieb
Von der Saison 2014 an wurden V6-Turbo-Motoren mit 1,6 Litern Hubraum verwendet, die die seit 2006 verwendeten 2,4-Liter-V8-Motoren ablösen. Der Zylinderbankwinkel betrug 90°. Der maximale Treibstoff-Durchfluss wurde auf 100 kg/h und der Treibstoffverbrauch pro Rennen auf 100 kg limitiert. Dadurch wurde eine Verringerung des Schalldruckpegels der Motoren von 145 dB (V8) auf 134 dB (V6) erwartet.
Die Motoren waren bis zum Ende der Saison 2020 homologiert. Jeder Motorenhersteller durfte bis zu vier Teams mit Motoren ausrüsten. Da die Entwicklung der neuen Motoren äußerst kostspielig war, beschloss Motorenhersteller Cosworth, keinen V6-Motor zu entwickeln und sich damit mit Ende der Saison 2013 aus der Formel 1 zurückzuziehen.
Ein Energy Recovery System ersetzte das KERS, das bislang ausschließlich über eine elektromotorische Bremse verfügte. Das ERS bestand aus der bisherigen kinetischen Energierückgewinnung (ERS-K) und wurde durch ein zusätzliches System ergänzt (ERS-H), das Abwärme vom Motor über den Turbolader zur Energiegewinnung nutzte und ebenfalls die Batterien lud. Das gesamte ERS durfte maximal 4 MJ pro Runde abgeben – zehnmal so viel wie die bisherigen 400 kJ. Entsprechend der Limitierung der Gesamtleistung des ERS auf 120 kW (~163 PS) und der maximalen Energieabgabe von 4 MJ pro Runde wurde die Einsatzdauer damit auf etwa 33 Sekunden angehoben. Da das jetzt noch stärkere ERS-K eine ständige Anpassung der Bremsbalance erforderte, durften die Teams elektronische Bremskontrollen für die Hinterräder einsetzen.
Renault kündigte an, beim Motor für die Saison 2014 über einen Generator an der Welle des Turboladers Energie zu gewinnen, die sowohl zur Beschleunigung des Fahrzeugs als auch zum Beschleunigen der Turboladerwelle genutzt wurde, um das Turboloch bis zum Einsetzen des vollen Drehmoments zu überwinden.
Eine Motoreneinheit wurde in sechs verschiedene Module gegliedert: Neben dem Verbrennungsmotor selbst waren dies die beiden Generatoren MGU-K und MGU-H, der Energiespeicher, der Turbolader und die Steuerungselektronik. Im Verlauf einer Saison durften von jedem dieser sechs Module jeweils fünf Exemplare verwendet werden. Benötigte ein Fahrer während einer Saison ein weiteres Exemplar eines Moduls, wurde er beim nächsten Rennen in der Startaufstellung zehn Plätze nach hinten versetzt. Jeder weitere Einsatz eines sechsten Exemplars hatte dann jedoch nur noch eine Rückversetzung um fünf Plätze zur Folge. Beim Austausch von allen sechs Modulen musste das Fahrzeug beim nächsten Rennen aus der Boxengasse starten. Sollte ein Fahrer deswegen in der Startaufstellung nach hinten versetzt werden, jedoch weniger Startplätze hinter ihm existieren als die Strafe beträgt, so fand die Rückversetzung um die restlichen Startplätze beim nächsten Rennen statt.
Ein Getriebe musste ab der Saison 2014 sechs Rennwochenenden überstehen. Damit wurde die Laufzeit eines Getriebes um einen Grand Prix verlängert. Die Anzahl der Vorwärtsgänge wurde von sieben auf acht erhöht. Die Übersetzung durfte während der Saison nicht mehr verändert werden.

#### Mindestgewicht
Da die neuen Motoreneinheiten schwerer waren, wurde das Gesamtgewicht der Fahrzeuge inklusive Fahrer um 48 kg auf nun 690 kg erhöht. Allerdings waren die Motoreneinheiten schwerer als ursprünglich erwartet, so dass die schwersten Fahrer ihr Gewicht reduzieren mussten, damit sie gemeinsam mit dem Fahrzeug nicht oberhalb des Mindestgewichtes lagen und konkurrenzfähig waren. Dies sorgte für massive Kritik im Vorfeld der Saison 2014. Nico Rosberg sagte vor dem ersten Saisonrennen: Das Reglement ist so aggressiv, dass es kein Team mit dem Auto auf das Mindestgewicht schaffen wird, jeder wird darüber liegen. Deshalb muss der Fahrer so leicht sein, wie es nur geht.
Für die Saison 2015 wurde beschlossen, das Gewichtslimit um weitere 10 kg auf dann 700 kg anzuheben. Die Einführung des erhöhten Mindestgewichts bereits für die Saison 2014 wurde ebenfalls diskutiert, jedoch kam die für eine Regeländerung notwendige Zustimmung aller elf Teams nicht zustande. Dies wurde von mehreren Fahrern und Funktionären, auch mit Hinweis auf Gesundheitsrisiken für die Piloten, scharf kritisiert.
Um ihr Gewicht zu verringern, sollten einige Fahrer im Starterfeld absichtlich zu wenig trinken. Sauber verzichtete zudem aus Gewichtsgründen auf eine Trinkflasche im Fahrzeug. Nach dem Großen Preis von Australien musste sich Jean-Éric Vergne im Krankenhaus behandeln lassen, da er einen Schwächeanfall erlitten hatte und dehydriert war.
Im Januar 2014 wurde bekannt, dass mit Rücksicht auf die schwereren Pirelli-Reifen das Mindestgewicht für die Saison 2014 von 690 auf 691 kg und für die Saison 2015 von 700 auf 701 kg erhöht werden sollte.

#### Aerodynamik
Die Spitze der Fahrzeugnase durfte statt der bisherigen 550 mm nur noch maximal 185 mm über dem Boden sein, also kaum höher als der Frontflügel. Damit kehrte die Formel 1 zu den tiefen Nasen zurück, wie sie bis Mitte der 1990er Jahre üblich waren. Außerdem wurde die Breite des Frontflügels von 180 cm auf 165 cm verringert. Auch die Höhe des Monocoques wurde reduziert. Die Maximalhöhe blieb zwar weiterhin bei 625 mm, diese Höhe durfte aber nicht mehr über die gesamte Länge beibehalten werden, am Übergang zur Fahrzeugnase betrug die Maximalhöhe nun 525 mm.
Es war nur noch ein einzelnes Abgasendrohr vorgesehen, das so positioniert war, dass die Abgase nicht mehr den Heckdiffusor anblasen und so Abtrieb erzeugen konnten.
Die Windkanalstunden sowie CFD-Berechnungen wurden zur Saison 2014 aus Kostengründen reduziert, über eine Zeit von acht Wochen waren im Durchschnitt pro Woche maximal 30 Einheiten erlaubt. Eine Einheit stellte entweder eine Stunde im Windkanal oder 1,0 TeraFLOPS für CFD-Berechnungen dar. Ebenfalls aus Kostengründen wurden die Crashstrukturen an der Fahrzeugseite vereinheitlicht.
Im Vorfeld des Großen Preises von Deutschland teilte die FIA den Teams mit, dass das FRIC-System mit sofortiger Wirkung als bewegliches, aerodynamisches Hilfsmittel interpretiert werde und damit Artikel 3.15 des Technischen Reglements verletze.

### Sportliches Reglement
Die seit 2008 verbotenen Testfahrten während der Saison waren ab 2014 begrenzt wieder erlaubt. In Europa gab es nach vier Rennen in der folgenden Woche jeweils zwei Testtage. Einhergehend mit der Einführung dieser acht Testtage wurden die Young Driver Days sowie die Testfahrten zu PR-Zwecken abgeschafft. Jedes Team musste zudem während der Saison einen Testtag exklusiv für Tests von neuen Reifen zur Verfügung stehen und zusätzlich nach dem letzten Saisonrennen einen Tag für die Erprobung neuer Reifen für die Saison 2015.
Die Geschwindigkeitsbegrenzung in der Boxengasse wurde aus Sicherheitsgründen modifiziert. In Melbourne, Monaco und Singapur beträgt die Höchstgeschwindigkeit 60 km/h, auf allen Rennstrecken generell 80 km/h. Ebenfalls zur Erhöhung der Sicherheit mussten ab 2014 alle Mitglieder der Boxencrew einen Helm tragen. Dies galt nun auch für das Qualifying. Nachdem Mark Webber beim Großen Preis von Deutschland 2013 unmittelbar nach einem Boxenstopp das nur unzureichend befestigte rechte Hinterrad verloren und damit einen Kameramann getroffen hatte, der daraufhin in ein Krankenhaus eingeliefert werden musste, wurden diese Regeln bereits während der Saison 2013 eingeführt.
Ab 2014 wurden Fahrer für Vergehen auf der Rennstrecke mit Punkten verwarnt. Je nach Schwere des Vorfalls gab es ein bis drei Punkte. Jeder Punkt wurde nach einem Jahr gelöscht. Hatte ein Fahrer zu einem Zeitpunkt zwölf Strafpunkte angesammelt, wurde sein Punktekonto zurückgesetzt und er für den nächsten Grand Prix gesperrt. Zudem wurde eine Fünf-Sekunden-Zeitstrafe eingeführt. Diese musste beim nächsten Boxenstopp abgesessen werden, das Fahrzeug, an der Box fünf Sekunden stillstehen, bevor daran gearbeitet werden durfte. Sollte kein weiterer Boxenstopp geplant sein, so wurden dem Fahrer fünf Sekunden auf die Gesamtzeit addiert. Mit dieser Strafe sollten kleine Vergehen wie das minimale Überschreiten des Tempolimits in der Boxengasse geahndet werden, für die eine Durchfahrtsstrafe unangemessen hart gewesen wäre.
Es war den Fahrern nicht mehr erlaubt, ihren Wagen ohne gerechtfertigten Grund auf der Strecke abzustellen. In der Vergangenheit kam es wiederholt dazu, dass Fahrzeuge nach dem Überqueren der Ziellinie auf der Auslaufrunde abgestellt wurden, um Kraftstoff für die nach dem Rennen zu entnehmende Benzinprobe zu sparen.
Im letzten Rennen wurden ab der Saison 2014 für jede Platzierung doppelt so viele Punkte als sonst üblich vergeben. Damit wurde zum ersten Mal in der Formel-1-Weltmeisterschaft ein Rennen ausgetragen, in dem das Punktesystem anders als bei allen anderen Rennen der Saison war.
Ab der Saison 2014 behielten Fahrer ihre Startnummer über mehrere Saisons. Die Nummern von 2 bis 99 dürfen von den Fahrern frei gewählt werden. Falls sich zwei Fahrer für dieselbe Nummer entscheiden, hatte derjenige ein Vorrecht, der in der vorherigen Meisterschaft am besten platziert war. Die Nummer 1 bleibt dem Weltmeister vorbehalten. Allerdings muss der Weltmeister diese Nummer nicht wählen. Die Startnummer muss sich nicht nur am Fahrzeug, sondern auch klar erkennbar am Helm des Fahrers befinden.
Ursprünglich war geplant, zusätzliche Weltmeisterschaftspunkte an den Fahrer zu vergeben, der die Pole-Position erzielt. Stattdessen wurde am Ende einer Saison dem Fahrer, der die meisten Pole-Positions erzielt hatte, ein eigens dafür geschaffener Pokal, der sogenannte Pole-Position-Award, überreicht.
Fahrer, die nicht im Besitz einer Superlizenz waren, mussten ein grünes Rücklicht am Heck ihres Fahrzeugs haben, das während der Fahrt immer leuchtete. So sollten andere Fahrer erkennen können, dass es sich um einen unerfahrenen Piloten handelte.
Jeder Fahrer, der den zweiten Abschnitt des Qualifyings erreichte, bekam einen zusätzlichen Reifensatz in der weicheren der beiden am Rennwochenende verwendeten Mischungen zur Verfügung gestellt. Fahrer, die den dritten Qualifying-Abschnitt erreichten, mussten diesen dort benutzen und anschließend an Pirelli zurückgeben. Das Rennen mussten sie auf dem Reifensatz starten, mit dem sie ihre schnellste Rundenzeit im zweiten Segment gefahren hatten. Gleichzeitig wurde die Länge des ersten Abschnittes von 20 auf 18 Minuten und des dritten Abschnittes von zehn auf zwölf Minuten geändert.
Im Vorfeld des Großen Preises von Singapur teilte die FIA den Teams mit, dass kein Gespräch über Funk von der Box zum Fahrer irgendwelche Informationen beinhalten [darf], die sich auf die Performance des Autos oder des Fahrers beziehen. Zuvor hatten Fahrer immer wieder von ihren Ingenieuren Daten über diverse technische Einstellungen oder Sektorenzeiten von Konkurrenten erhalten (sogenanntes „Coaching“). Hierzu war keine Regeländerung notwendig, es wurde lediglich Artikel 20.1 des Sportlichen Reglements, der besagt, dass der Fahrer das Auto alleine und ohne fremde Hilfe fahren muss, deutlich enger ausgelegt. Damit reagierte man auf Kritik, wonach der bei TV-Übertragungen veröffentlichte Boxenfunk dem Image der Formel 1 schade.

### Teams
Zur Formel-1-Saison 2014 hatten sich elf Teams gemeldet, die jeweils zwei Autos an den Start brachten. Es gab bei drei Teams einen Wechsel des Motorenlieferanten: Marussia, das einzige Team, das 2013 mit Cosworth-Motoren antrat, unterschrieb einen langjährigen Vertrag mit Ferrari. Das bisherige Ferrari-Kundenteam Toro Rosso wechselte zu Renault und Williams von Renault zu Mercedes.
Einige Teams litten im Laufe des Jahres unter erheblichen wirtschaftlichen Schwierigkeiten, die zu sportpolitischen Diskussionen führten, nachdem zwei Rennställe vor Saisonende von der Insolvenz betroffen gewesen waren.

#### Insolvenzen von Caterham und Marussia
Die wirtschaftlichen Schwierigkeiten vieler Teams intensivierten sich in der zweiten Saisonhälfte. Nach dem Großen Preis von Russland im Oktober war Marussia zahlungsunfähig und beantragte ein Gläubigerschutzverfahren. Eine Woche vor Marussia hatte bereits Caterham den Rennbetrieb eingestellt, nachdem eine im Frühsommer des Jahres angekündigte Übernahme des Teams gescheitert war und ein Zulieferer des Rennstalls zahlungsunfähig geworden war. Am Großen Preis der USA nahmen daraufhin weder Marussia noch Caterham teil, und auch beim Großen Preis von Brasilien fehlten die Rennställe. Eine Woche vor dem Großen Preis von Abu Dhabi kündigte Caterham überraschend eine Teilnahme an diesem letzten Saisonrennen an, nachdem das Team die dafür erforderlichen Mittel im Wege des Crowdfunding durch Spenden von Motorsportfans zusammenbekommen hatte. Am Mittwoch vor dem Rennen in Abu Dhabi versuchte daraufhin auch der Insolvenzverwalter Marussias, das Team dort an den Start zu bringen. Ziel war es, Marussias neunten Platz in der Konstrukteursweltmeisterschaft zu verteidigen und den Anspruch auf die damit verbundenen Erlöse aus der Rechteverwertung zu erhalten, um so zusätzliche Mittel zur Befriedigung der Gläubiger zu beschaffen. Der sehr kurzfristig angelegte Versuch Marussias scheiterte jedoch noch am gleichen Tag, nachdem es dem Insolvenzverwalter (anders als dem Caterhams) nicht gelungen war, die für eine Reise nach Abu Dhabi erforderlichen Mittel zu beschaffen.

#### Streit um Mittelverteilung
Zu den finanziell angeschlagenen Teams gehörten 2014 auch Sauber und Lotus. Bei beiden gab es bereits seit Mitte 2013 mehrfach Berichte über finanzielle Schwierigkeiten. Im Laufe des Jahres 2014 soll Force India auch wiederholt erst verspätet seinen Zahlungsverpflichtungen nachgekommen sein, beispielsweise an Motorenlieferant Mercedes.
 Als wesentlicher Grund für die wirtschaftlichen Schwierigkeiten wurden die Kosten für Motoren und Antriebseinheiten genannt, die nach der Neufassung des Reglements deutlich gestiegen seien.
Nach der Insolvenz von Caterham und Marussia wurden die Forderungen dieser Teams nach einer anderen, die Spitzenteams weniger bevorzugenden Verteilung der Einnahmen des Rechteinhabers lauter. Mehreren Berichten zufolge drohten Force India, Lotus und Sauber mit einem – letztlich nicht umgesetzten – Boykott des Großen Preises der USA. Der für die Vermarktung der Formel 1 zuständige Bernie Ecclestone, der zuvor keine Notwendigkeit für Änderungen gesehen hatte, erklärte daraufhin öffentlich, dass er die gegenwärtige Verteilung der Einnahmen für fehlerhaft halte. Eine kurzfristige Lösung zeichnete sich allerdings nicht ab.

### Fahrer

#### Vor der Saison
Kimi Räikkönen kehrte zur Scuderia Ferrari zurück. Räikkönen fuhr bereits von 2007 bis 2009 für den Rennstall und gewann auf Ferrari 2007 die Weltmeisterschaft. Räikkönen erhielt einen Vertrag über zwei Jahre. 2012 und 2013 fuhr Räikkönen für Lotus.
Felipe Massa, der bei Ferrari durch Räikkönen ersetzt wurde, wechselte seinerseits zu Williams.
Pastor Maldonado, der 2013 bei Williams aktiv war und durch Massa ersetzt wurde, wechselte zu Lotus.
Daniel Ricciardo wechselte von der Scuderia Toro Rosso zu deren Schwesterrennstall Red Bull Racing. Ricciardo erhielt einen Vertrag für mindestens drei Saisons.
Nico Hülkenberg kehrte nach einer Saison bei Sauber zu Force India zurück. Er tauschte sein Cockpit mit Adrian Sutil, der von Force India zu Sauber wechselte. Damit trat Sutil 2014 zum ersten Mal nicht für Force India oder deren Vorgänger-Teams an.
Sergio Pérez verließ McLaren nach einer Saison und wechselte zu Force India.
Kamui Kobayashi kehrte mit Caterham in die Formel 1 zurück. 2013 fuhr er in der GTE-Pro-Klasse der FIA-Langstrecken-Weltmeisterschaft (WEC) für das Ferrari-Werksteam AF Corse. Im Weltcup der GT-Fahrer erreichte er den siebten Rang.
Daniil Kwjat aus Russland debütierte 2014 bei Toro Rosso in der Formel 1. Kwjat startete 2013 in der GP3-Serie für MW Arden. Der Däne Kevin Magnussen stieg als zweiter Neuling in die Formel 1 ein. Er erhielt ein Cockpit bei McLaren. Magnussen gewann 2013 mit DAMS den Meistertitel der Formel Renault 3.5. Dritter Debütant war der Schwede Marcus Ericsson, der 2013 mit DAMS den sechsten Gesamtrang in der GP2-Serie erreicht hatte und der 2014 für Caterham antritt.
Giedo van der Garde, der 2013 Stammfahrer bei Caterham war, wechselte als Testfahrer zu Sauber.
Charles Pic, zuvor ebenfalls Stammpilot bei Caterham, wechselte zu Lotus und wurde dort Test- und Ersatzfahrer.
Im Juni 2013 gab Mark Webber bekannt, 2014 als Werksfahrer zu Porsche in die FIA-Langstrecken-Weltmeisterschaft (WEC) zu wechseln. Er fuhr 2013 für Red Bull.
Paul di Resta, der 2013 für Force India aktiv war, verließ die Formel 1 und kehrte zu Mercedes in die DTM zurück.
Heikki Kovalainen, der 2013 zwei Rennen für Lotus bestritt, fand kein Renncockpit im Jahr 2014.

#### Während der Saison
Für den Großen Preis von Belgien ersetzte Caterham Kamui Kobayashi durch André Lotterer. Lotterer war eigentlich als Einsatzpilot für das Audi Sport Team Joest in der FIA-Langstrecken-Weltmeisterschaft und für TOM’S in der Super Formula aktiv. Er erhielt die Freigabe für eine einmalige Formel-1-Teilnahme und gab sein Formel-1-Debüt.
Nachdem sich Jules Bianchi beim Großen Preis von Japan schwer verletzt hatte, erhielt Marussia-Ersatzpilot Alexander Rossi für den Großen Preis von Russland das Einsatzcockpit. Marussia zog seine Meldung jedoch am Freitag zurück. Es wäre sein Formel-1-Debüt gewesen. Er war 2014 zuletzt für Campos in der GP2-Serie im Renneinsatz gewesen.
Für das letzte Saisonrennen in Abu Dhabi erhält Will Stevens das Caterham-Cockpit von Marcus Ericsson, der im Vorfeld des Grand Prix seinen Vertrag aufgelöst hatte. Stevens war in der Saison 2014 für Strakka Racing in der Formel Renault 3.5 aktiv gewesen und hatte dort den sechsten Gesamtrang erreicht.

### Reifen
Die Fahrer erhielten 2014 für die erste halbe Stunde des ersten freien Trainings einen zusätzlichen Reifensatz.
Der Reifenausrüster für die Saison 2014 blieb Pirelli. Der Vertrag wurde erst im Januar 2014 abgeschlossen und lief bis 2016. Pirelli hatte zuvor bereits Verträge mit allen elf Teams und der Formula One Administration (FOA) für die Saison 2014 abgeschlossen, die endgültige Entscheidung lag jedoch in den Händen der FIA. Diese hatte sich ursprünglich verpflichtet, nach Ablauf des bis zum Saisonende 2013 laufenden Vertrages mit Pirelli eine neue Ausschreibung durchzuführen. Dessen ungeachtet veranstaltete Pirelli vom 17. bis 19. Dezember 2013 in Bahrain einen Reifentest, an dem Red Bull, Mercedes, Ferrari, McLaren, Force India und Toro Rosso mit ihren 2013er Autos teilgenommen hatten.

## Teams und Fahrer
In der nachstehenden Übersicht werden alle Fahrer aufgeführt, die in der Saison als Stammfahrer zu Rennen gemeldet waren, an offiziellen Testfahrten teilgenommen oder einen Vertrag als Testfahrer abgeschlossen hatten. Die Teams sind nach der Konstrukteursweltmeisterschaft 2013 geordnet. In dieser Reihenfolge belegten die Teams die Boxengasse bei den Grands Prix. Die Fahrer eines Teams sind in der Tabelle ebenfalls nach der Boxengassenanordnung sortiert. Das erste Fahrzeug eines Teams fuhr mit schwarz, das zweite Fahrzeug mit gelber Markierung der Kamera am Überrollbügel. Die Motoren- und Getriebekontingente waren an die Fahrzeuge gebunden.
| Bild                                      | Team                          | Chassis                | Motor                       | Reifen | Nr. | Stammfahrer       | Rennen          | Test-/ Ersatzfahrer                                                                  |
| ----------------------------------------- | ----------------------------- | ---------------------- | --------------------------- | ------ | --- | ----------------- | --------------- | ------------------------------------------------------------------------------------ |
| Red Bull RB10 (Fahrer: Vettel)            | Infiniti Red Bull Racing      | Red Bull RB10          | Renault Energy F1 2014      | P      | 01  | Sebastian Vettel  | 1–19            | Sébastien Buemi António Félix da Costa Carlos Sainz jr.                              |
| Red Bull RB10 (Fahrer: Vettel)            | Infiniti Red Bull Racing      | Red Bull RB10          | Renault Energy F1 2014      | P      | 03  | Daniel Ricciardo  | 1–19            | Sébastien Buemi António Félix da Costa Carlos Sainz jr.                              |
| Mercedes F1 W05 Hybrid (Fahrer: Hamilton) | Mercedes AMG Petronas F1 Team | Mercedes F1 W05 Hybrid | Mercedes-Benz PU106A Hybrid | P      | 44  | Lewis Hamilton    | 1–19            | Pascal Wehrlein                                                                      |
| Mercedes F1 W05 Hybrid (Fahrer: Hamilton) | Mercedes AMG Petronas F1 Team | Mercedes F1 W05 Hybrid | Mercedes-Benz PU106A Hybrid | P      | 06  | Nico Rosberg      | 1–19            | Pascal Wehrlein                                                                      |
| Ferrari F14 T (Fahrer: Alonso)            | Scuderia Ferrari              | Ferrari F14 T          | Ferrari 059/3               | P      | 14  | Fernando Alonso   | 1–19            | Jules Bianchi Marc Gené Raffaele Marciello Davide Rigon Pedro de la Rosa             |
| Ferrari F14 T (Fahrer: Alonso)            | Scuderia Ferrari              | Ferrari F14 T          | Ferrari 059/3               | P      | 07  | Kimi Räikkönen    | 1–19            | Jules Bianchi Marc Gené Raffaele Marciello Davide Rigon Pedro de la Rosa             |
| Lotus E22 (Fahrer: Maldonado)             | Lotus F1 Team                 | Lotus E22              | Renault Energy F1 2014      | P      | 08  | Romain Grosjean   | 1–19            | Alex Lynn Esteban Ocon Charles Pic Nicolas Prost Marco Sørensen                      |
| Lotus E22 (Fahrer: Maldonado)             | Lotus F1 Team                 | Lotus E22              | Renault Energy F1 2014      | P      | 13  | Pastor Maldonado  | 1–19            | Alex Lynn Esteban Ocon Charles Pic Nicolas Prost Marco Sørensen                      |
| McLaren MP4-29 (Fahrer: Button)           | McLaren Mercedes              | McLaren MP4-29         | Mercedes-Benz PU106A Hybrid | P      | 22  | Jenson Button     | 1–19            | Gary Paffett Oliver Turvey Stoffel Vandoorne                                         |
| McLaren MP4-29 (Fahrer: Button)           | McLaren Mercedes              | McLaren MP4-29         | Mercedes-Benz PU106A Hybrid | P      | 20  | Kevin Magnussen   | 1–19            | Gary Paffett Oliver Turvey Stoffel Vandoorne                                         |
| Force India VJM07 (Fahrer: Pérez)         | Sahara Force India F1 Team    | Force India VJM07      | Mercedes-Benz PU106A Hybrid | P      | 27  | Nico Hülkenberg   | 1–19            | Spike Goddard Daniel Juncadella Jolyon Palmer Facu Regalía                           |
| Force India VJM07 (Fahrer: Pérez)         | Sahara Force India F1 Team    | Force India VJM07      | Mercedes-Benz PU106A Hybrid | P      | 11  | Sergio Pérez      | 1–19            | Spike Goddard Daniel Juncadella Jolyon Palmer Facu Regalía                           |
| Sauber C33 (Fahrer: Sutil)                | Sauber F1 Team                | Sauber C33             | Ferrari 059/3               | P      | 99  | Adrian Sutil      | 1–19            | Marcus Ericsson Adderly Fong Giedo van der Garde Simona de Silvestro Sergei Sirotkin |
| Sauber C33 (Fahrer: Sutil)                | Sauber F1 Team                | Sauber C33             | Ferrari 059/3               | P      | 21  | Esteban Gutiérrez | 1–19            | Marcus Ericsson Adderly Fong Giedo van der Garde Simona de Silvestro Sergei Sirotkin |
| Toro Rosso STR9 (Fahrer: Kwjat)           | Scuderia Toro Rosso           | Toro Rosso STR9        | Renault Energy F1 2014      | P      | 25  | Jean-Éric Vergne  | 1–19            | Max Verstappen                                                                       |
| Toro Rosso STR9 (Fahrer: Kwjat)           | Scuderia Toro Rosso           | Toro Rosso STR9        | Renault Energy F1 2014      | P      | 26  | Daniil Kwjat      | 1–19            | Max Verstappen                                                                       |
| Williams FW36 (Fahrer: Massa)             | Williams Martini Racing       | Williams FW36          | Mercedes-Benz PU106A Hybrid | P      | 19  | Felipe Massa      | 1–19            | Felipe Nasr Susie Wolff                                                              |
| Williams FW36 (Fahrer: Massa)             | Williams Martini Racing       | Williams FW36          | Mercedes-Benz PU106A Hybrid | P      | 77  | Valtteri Bottas   | 1–19            | Felipe Nasr Susie Wolff                                                              |
| Marussia MR03 (Fahrer: Bianchi)           | Marussia F1 Team              | Marussia MR03          | Ferrari 059/3               | P      | 17  | Jules Bianchi     | 1–15            | Alexander Rossi Will Stevens                                                         |
| Marussia MR03 (Fahrer: Bianchi)           | Marussia F1 Team              | Marussia MR03          | Ferrari 059/3               | P      | 42  | Alexander Rossi   | 16              | Alexander Rossi Will Stevens                                                         |
| Marussia MR03 (Fahrer: Bianchi)           | Marussia F1 Team              | Marussia MR03          | Ferrari 059/3               | P      | 04  | Max Chilton       | 1–16            | Alexander Rossi Will Stevens                                                         |
| Caterham CT05 (Fahrer: Ericsson)          | Caterham F1 Team              | Caterham CT05          | Renault Energy F1 2014      | P      | 10  | Kamui Kobayashi   | 1–11, 13–16, 19 | Robin Frijns Julian Leal Roberto Merhi Alexander Rossi Will Stevens                  |
| Caterham CT05 (Fahrer: Ericsson)          | Caterham F1 Team              | Caterham CT05          | Renault Energy F1 2014      | P      | 45  | André Lotterer    | 12              | Robin Frijns Julian Leal Roberto Merhi Alexander Rossi Will Stevens                  |
| Caterham CT05 (Fahrer: Ericsson)          | Caterham F1 Team              | Caterham CT05          | Renault Energy F1 2014      | P      | 09  | Marcus Ericsson   | 1–16            | Robin Frijns Julian Leal Roberto Merhi Alexander Rossi Will Stevens                  |
| Caterham CT05 (Fahrer: Ericsson)          | Caterham F1 Team              | Caterham CT05          | Renault Energy F1 2014      | P      | 46  | Will Stevens      | 19              | Robin Frijns Julian Leal Roberto Merhi Alexander Rossi Will Stevens                  |

Anmerkungen
1. 1 2 3 4 5 6 7 8 9 10 11 12 13 14 15 16 17 18 19 20 21 22  
Dieser Fahrer absolvierte mindestens einen offiziellen Testtag für diesen Rennstall.
2. 1 2 3 4 5 6 7 8 9 10 11 12 13  
Dieser Fahrer wurde von dem Rennstall in mindestens einem freien Training am Freitag eingesetzt.

## Saisonvorbereitung

### 28.–31. Januar: Circuito de Jerez
Die erste Testwoche fand vom 28. bis zum 31. Januar auf dem Circuito de Jerez in Spanien statt. Mit dem Caterham CT05, dem Ferrari F14 T, dem Force India VJM07, dem Marussia MR03, dem McLaren MP4-29, dem Mercedes F1 W05 Hybrid, dem Red Bull RB10, dem Sauber C33, dem Toro Rosso STR9 und dem Williams FW36 gaben zehn Boliden ihr Streckendebüt. Lotus verzichtete auf die Teilnahme bei diesen Testfahrten, da der E22 nicht rechtzeitig fertiggestellt wurde. Marussia reiste erst im Laufe des 29. Januar an und konnte erst ab dem 30. Januar an den Testfahrten teilnehmen.
Beim Testauftakt am 28. Januar war Kimi Räikkönen im Ferrari mit einer Zeit von 1:27,104 Minuten der schnellste Pilot vor Lewis Hamilton und Valtteri Bottas. Erwartungsgemäß gab es viele Probleme mit den neuen Fahrzeugen, besonders im Bereich der vollkommen neuen Antriebsstränge, insgesamt legten alle Fahrzeuge zusammen nur 93 Runden zurück. Hamilton verlor aufgrund eines defekten Frontflügels die Kontrolle über seinen Wagen, prallte gegen einen Reifenstapel und konnte erst am nächsten Tag wieder an den Testfahrten teilnehmen. Jenson Button fuhr im McLaren aufgrund von Problemen mit der Elektrik am ersten Testtag gar nicht, Marcus Ericsson im Caterham gelang nur eine einzige Installationsrunde. Sebastian Vettel im Red Bull ging erst wenige Minuten vor dem Ende des ersten Testtages auf die Strecke und fuhr nur drei Installationsrunden, nachdem ein Mechaniker beim Zusammenbau des Wagens in der Nacht zum 28. Januar eine Fahrwerksfeder an der Hinterachse verkehrt herum eingebaut hatte.
Am 29. Januar 2014 fuhr Button in 1:24,165 Minuten die Bestzeit vor Räikkönen und Bottas. Nachdem es in der Nacht geregnet hatte, war die Strecke nass und wurde zusätzlich künstlich bewässert, um richtige Regenverhältnisse zum Testen der neuen Pirelli-Regenreifen zu schaffen. Gegen Mittag trocknete sie jedoch nach und nach ab. Nico Rosberg konnte mit 97 Runden die mit Abstand größte Distanz fahren, Vettel kam aufgrund von Problemen mit dem ERS nur auf acht Umläufe.
Am 30. Januar 2014 war Kevin Magnussen in 1:23,276 Minuten Schnellster vor Felipe Massa und Hamilton. Am Nachmittag drehte Max Chilton im Marussia erstmals fünf Installationsrunden. Mit 92 Runden fuhr McLaren die größte Distanz am dritten Testtag, Button fuhr vormittags 40 und Magnussen nachmittags 52 Runden. Daniel Ricciardo konnte im Red Bull aufgrund von technischen Problemen nur drei Runden fahren.
Am letzten Testtag ging die Bestzeit mit 1:28,229 Minuten an Massa vor Fernando Alonso und Daniel Juncadella im Force India. Die Strecke war, wie bereits am zweiten Tag des Tests, nass und trocknete erst gegen Ende ab. Rosberg gelang es am Vormittag erstmals, eine komplette Rennsimulation zu fahren. Am Nachmittag übernahm Teamkollege Hamilton wieder den Wagen, mit 132 Runden schaffte Mercedes die größte Distanz an diesem Tag. Der Fahrer mit den meisten erzielten Runden war Alonso, der 115 Runden schaffte, knapp vor Magnussen, der 110 Runden fuhr, sich jedoch dabei zweimal von der Strecke drehte. Obwohl man Öffnungen in die Seitenkästen des Wagens geschnitten hatte, um eine bessere Kühlung zu erreichen, gab es erneut technische Probleme bei Red Bull. Das Team brach die Testfahrten bereits gegen Mittag ab, Ricciardo war bis zu diesem Zeitpunkt nur sieben Runden gefahren.
Marcus Ericsson, Nico Hülkenberg, Daniel Juncadella, Kamui Kobayashi, Daniil Kwjat, Kevin Magnussen, Felipe Massa, Sergio Pérez, Kimi Räikkönen, Daniel Ricciardo und Adrian Sutil absolvierten in Jerez die ersten Testfahrten für ihre neuen Teams.

### 19.–22. Februar: Bahrain International Circuit
Die zweite Testwoche fand vom 19. bis 22. Februar auf dem Bahrain International Circuit in as-Sachir statt. Nachdem der Lotus E22 fertiggestellt worden war, nahmen erstmals in dieser Saison alle elf Teams an den Testfahrten teil.
Am 19. Februar fuhr Nico Hülkenberg mit 1:36,880 Minuten die Bestzeit vor Fernando Alonso und Lewis Hamilton. Adrian Sutil fuhr im Sauber mit 82 Runden die größte Distanz, knapp vor Kevin Magnussen (81 Runden) und Hülkenberg (78 Runden). Auch Hamilton (74 Runden), Robin Frijns (68 Runden) und Alonso (64 Runden) gelang es, mehr als eine komplette Renndistanz zurückzulegen. Romain Grosjean ging im Lotus am frühen Morgen als Erster auf die Strecke, drehte aber aufgrund von Problemen mit der Software und den Batterien nur acht Runden. Bei Red Bull gab es erneut Probleme mit der Kühlung, auch hier versuchten die Mechaniker, mit zusätzlich in die Seitenkästen geschnitzten Öffnungen eine bessere Kühlung zu erreichen. Dennoch fuhr Sebastian Vettel lediglich 14 Runden. Auch bei Williams, Toro Rosso und Marussia gab es technische Probleme, so dass Felipe Massa und Daniil Kwjat nur jeweils auf fünf Runden kamen, Jules Bianchi schaffte nur drei Runden.
Die Bestzeit am 20. Februar fuhr Magnussen in 1:34,910 Minuten vor Hülkenberg und Alonso. Valtteri Bottas fuhr bei guten äußeren Bedingungen mit 115 Runden die mit Abstand größte Strecke an diesem Tag, dies entsprach mehr als 600 Kilometer. Aber auch Alonso und Nico Rosberg konnten deutlich mehr als eine komplette Renndistanz fahren. Bei Marussia gab es Probleme mit dem Benzindruck, so dass Max Chilton an diesem Tag mit 17 Runden die geringste Distanz fuhr. Auch bei Lotus litt man unter technischen Problemen, so dass Grosjean nur 18 Runden zurücklegen konnte.
Am 21. Februar war Hamilton mit einer Rundenzeit von 1:34,263 Minuten Schnellster, gefolgt von Jenson Button und Massa. Das Williams-Team konnte, wie am Vortag, mit 115 Runden die größte Distanz fahren, Bottas fuhr am Vormittag 55 und Massa am Nachmittag 60 Runden. Button war mit 103 Runden der Fahrer mit den meisten Runden, knapp vor Marcus Ericsson mit 98 und Esteban Gutiérrez mit 96 Runden. Ericsson legte damit die für die Ausstellung seiner Superlizenz notwendige Distanz von 300 Kilometern zurück. Probleme gab es dagegen erneut bei Marussia, Chilton musste den Wagen bereits nach weniger als einer Stunde und nur vier Runden mit Motorschaden abstellen und drehte im Laufe des Tages auch keine weitere Runde. Pastor Maldonado blieb im Lotus zweimal auf der Strecke stehen und kam insgesamt auf 26 Runden, auch Daniel Ricciardo fuhr mit 28 Runden nur eine relativ geringe Distanz.
Schnellster Fahrer am letzten Tag der Testwoche war Rosberg mit einer Zeit von 1:33,283 Minuten vor Button und Kimi Räikkönen. Rosberg war damit weniger als eine Sekunde langsamer als bei seiner Pole-Position beim Großen Preis von Bahrain 2013, nachdem nach den Tests in Jerez befürchtet worden war, dass die Formel-1-Fahrzeuge durch die Reglementänderungen nicht mehr schneller als Fahrzeuge der GP2-Serie oder der WEC seien. Rosberg fuhr mit 89 Runden auch die größte Distanz des Tages, dicht gefolgt von Felipe Nasr im Williams (87 Runden) und Räikkönen (82 Runden), der mit seinem Wagen kurz vor Ende der Testfahrten von der Strecke abkam und in die Leitplanken einschlug. Nasr gelangen damit bei seinen ersten Testfahrten mit einem Formel-1-Fahrzeug die für die Erteilung der Superlizenz notwendigen 300 Kilometer. Technische Probleme gab es dagegen bei Marussia und Sauber, Bianchi konnte erneut aufgrund von Problemen mit der Benzinversorgung nur fünf Runden und Sutil, der erst am späten Nachmittag auf die Strecke ging, nur sieben Runden fahren. Auch bei Toro Rosso und Red Bull gab es erneut Schwierigkeiten, Jean-Éric Vergne fuhr nur neun und Ricciardo 15 Runden.
In Bahrain absolvierten Robin Frijns, Pastor Maldonado und Felipe Nasr die ersten Testfahrten für ihre neuen Teams.

### 27. Februar–2. März: Bahrain International Circuit
Die dritte und letzte Testwoche vor der Saison fand vom 27. Februar bis 2. März erneut auf dem Bahrain International Circuit in as-Sachir statt.
Am ersten Testtag war Sergio Pérez mit einer Rundenzeit von 1:35,290 Minuten Schnellster vor Valtteri Bottas und Kimi Räikkönen. Bottas fuhr mit 128 Runden die größte Distanz, gefolgt von Kevin Magnussen mit 109 und Pérez mit 105 Runden. Probleme gab es weiterhin bei Caterham, Kamui Kobayashi legte aufgrund von Problemen mit der Elektronik und der Software des Renault-Antriebsstrangs nur 19 Runden zurück und war auch der langsamste Pilot des Tages. Pastor Maldonado war nur wenig schneller und legte mit 31 Runden auch nur eine sehr geringe Distanz zurück. Sein Lotus E22 war mit 120 neuen Teilen ausgerüstet, jedoch musste das Team den Test nach einem Bruch des Auspuffes vorzeitig abbrechen. Max Chilton im Marussia MR03 konnte an diesem Tag 44 Runden fahren, mehr als in der gesamten zweiten Testwoche.
Am 28. Februar war Pérez erneut Schnellster, dieses Mal mit einer Rundenzeit von 1:35,570 Minuten vor Fernando Alonso und Daniel Ricciardo. Die größte Distanz legte mit 126 Runden Alonso zurück, gefolgt von Pérez mit 108 und Esteban Gutiérrez mit 106 Runden. Maldonado konnte, genau wie am Vortag, 31 Runden zurücklegen, damit erzielte er die wenigsten Kilometer an diesem Tag. Etwas besser lief es für Jenson Button und Marcus Ericsson, die 52 beziehungsweise 55 Runden zurücklegten. Maldonado musste den Wagen nach einem Feuer im Heckbereich abstellen, Button rollte am Vormittag mit Getriebeproblemen aus, die Reparatur seines Fahrzeuges dauerte vier Stunden.
Die Bestzeit am 1. März fuhr Felipe Massa in 1:33,258 Minuten vor Nico Rosberg und Räikkönen. Massa erzielte damit die bis dahin schnellste Rundenzeit mit einem Fahrzeug der Saison 2014. Ericsson legte mit 117 Runden die größte Distanz zurück, dies gelang somit zum ersten Mal bei den Vorsaison-Tests einem Fahrzeug mit Renault-Motor. Nico Hülkenberg fuhr 115 Runden, auch Rosberg (103 Runden) und Massa (99 Runde) fuhren nahezu den ganzen Tag ohne technische Probleme. Keine einzige Runde fuhren Sebastian Vettel und Adrian Sutil, Vettel wurde im Red Bull RB10 zwar zweimal auf die Strecke geschickt, blieb aber zuerst nach wenigen Kurven und beim zweiten Versuch bereits am Ende der Boxengasse stehen. Sutil kam zunächst mit qualmendem Heck aus seiner Installationsrunde zurück, musste seinen Sauber C33 dann aber kurz nach der Einfahrt in die Boxengasse abstellen, als der Wagen im Heckbereich Feuer gefangen hatte. Auch Romain Grosjean fuhr nur 33 Runden, zuerst konnte er aufgrund eines Elektronikproblems nicht auf die Strecke gehen, später musste er aufgrund eines Defektes am ERS die Testfahrten abbrechen.
Am 2. März war Lewis Hamilton mit einer Bestzeit von 1:33,278 Minuten der Schnellste vor Bottas und Alonso. Die meisten Runden fuhr Sauber, wo am Vormittag Sutil 91 Runden und am Nachmittag Gutiérrez 86 Runden fuhr. Der Fahrer mit der größten Distanz des Tages war Bottas mit 108 Runden, gefolgt von Kobayashi mit 106 Runden und den beiden Sauber-Piloten. Die wenigsten Runden (22) konnte aufgrund eines Motorschadens Button zurücklegen, Grosjean schaffte mit zwei technischen Defekten nur 32 Runden.

## Rennkalender
Der Rennkalender umfasste 19 Grands Prix.
| Nr. | Datum         | Grand Prix (Strecke)         | Distanz (km) | Sieger                              | Zweiter                             | Dritter                             | Pole- Position                   | Schnellste Rennrunde                | Gesamtführender Fahrer    | Gesamtführender Konstrukteur |
| --- | ------------- | ---------------------------- | ------------ | ----------------------------------- | ----------------------------------- | ----------------------------------- | -------------------------------- | ----------------------------------- | ------------------------- | ---------------------------- |
| 01  | 16. März      | Australien (Melbourne)       | 302,271      | Nico Rosberg (Mercedes)             | Kevin Magnussen (McLaren-Mercedes)  | Jenson Button (McLaren-Mercedes)    | Lewis Hamilton (Mercedes)        | Nico Rosberg (Mercedes)             | Nico Rosberg (Mercedes)   | McLaren-Mercedes             |
| 02  | 30. März      | Malaysia (Sepang)            | 310,408      | Lewis Hamilton (Mercedes)           | Nico Rosberg (Mercedes)             | Sebastian Vettel (Red Bull-Renault) | Lewis Hamilton (Mercedes)        | Lewis Hamilton (Mercedes)           | Nico Rosberg (Mercedes)   | Mercedes                     |
| 03  | 6. April      | Bahrain (as-Sachir)          | 308,238      | Lewis Hamilton (Mercedes)           | Nico Rosberg (Mercedes)             | Sergio Pérez (Force India-Mercedes) | Nico Rosberg (Mercedes)          | Nico Rosberg (Mercedes)             | Nico Rosberg (Mercedes)   | Mercedes                     |
| 04  | 20. April     | China (Shanghai)             | 294,164      | Lewis Hamilton (Mercedes)           | Nico Rosberg (Mercedes)             | Fernando Alonso (Ferrari)           | Lewis Hamilton (Mercedes)        | Nico Rosberg (Mercedes)             | Nico Rosberg (Mercedes)   | Mercedes                     |
| 05  | 11. Mai       | Spanien (Montmeló)           | 307,104      | Lewis Hamilton (Mercedes)           | Nico Rosberg (Mercedes)             | Daniel Ricciardo (Red Bull-Renault) | Lewis Hamilton (Mercedes)        | Sebastian Vettel (Red Bull-Renault) | Lewis Hamilton (Mercedes) | Mercedes                     |
| 06  | 25. Mai       | Monaco (Monte Carlo)         | 260,520      | Nico Rosberg (Mercedes)             | Lewis Hamilton (Mercedes)           | Daniel Ricciardo (Red Bull-Renault) | Nico Rosberg (Mercedes)          | Kimi Räikkönen (Ferrari)            | Nico Rosberg (Mercedes)   | Mercedes                     |
| 07  | 8. Juni       | Kanada (Montréal)            | 305,270      | Daniel Ricciardo (Red Bull-Renault) | Nico Rosberg (Mercedes)             | Sebastian Vettel (Red Bull-Renault) | Nico Rosberg (Mercedes)          | Felipe Massa (Williams-Mercedes)    | Nico Rosberg (Mercedes)   | Mercedes                     |
| 08  | 22. Juni      | Österreich (Spielberg)       | 307,146      | Nico Rosberg (Mercedes)             | Lewis Hamilton (Mercedes)           | Valtteri Bottas (Williams-Mercedes) | Felipe Massa (Williams-Mercedes) | Sergio Pérez (Force India-Mercedes) | Nico Rosberg (Mercedes)   | Mercedes                     |
| 09  | 6. Juli       | Großbritannien (Silverstone) | 306,198      | Lewis Hamilton (Mercedes)           | Valtteri Bottas (Williams-Mercedes) | Daniel Ricciardo (Red Bull-Renault) | Nico Rosberg (Mercedes)          | Lewis Hamilton (Mercedes)           | Nico Rosberg (Mercedes)   | Mercedes                     |
| 10  | 20. Juli      | Deutschland (Hockenheim)     | 306,458      | Nico Rosberg (Mercedes)             | Valtteri Bottas (Williams-Mercedes) | Lewis Hamilton (Mercedes)           | Nico Rosberg (Mercedes)          | Lewis Hamilton (Mercedes)           | Nico Rosberg (Mercedes)   | Mercedes                     |
| 11  | 27. Juli      | Ungarn (Mogyoród)            | 306,630      | Daniel Ricciardo (Red Bull-Renault) | Fernando Alonso (Ferrari)           | Lewis Hamilton (Mercedes)           | Nico Rosberg (Mercedes)          | Nico Rosberg (Mercedes)             | Nico Rosberg (Mercedes)   | Mercedes                     |
| 12  | 24. August    | Belgien (Spa-Francorchamps)  | 308,052      | Daniel Ricciardo (Red Bull-Renault) | Nico Rosberg (Mercedes)             | Valtteri Bottas (Williams-Mercedes) | Nico Rosberg (Mercedes)          | Nico Rosberg (Mercedes)             | Nico Rosberg (Mercedes)   | Mercedes                     |
| 13  | 7. September  | Italien (Monza)              | 306,720      | Lewis Hamilton (Mercedes)           | Nico Rosberg (Mercedes)             | Felipe Massa (Williams-Mercedes)    | Lewis Hamilton (Mercedes)        | Lewis Hamilton (Mercedes)           | Nico Rosberg (Mercedes)   | Mercedes                     |
| 14  | 21. September | Singapur (Singapur)          | 303,763      | Lewis Hamilton (Mercedes)           | Sebastian Vettel (Red Bull-Renault) | Daniel Ricciardo (Red Bull-Renault) | Lewis Hamilton (Mercedes)        | Lewis Hamilton (Mercedes)           | Lewis Hamilton (Mercedes) | Mercedes                     |
| 15  | 5. Oktober    | Japan (Suzuka)               | 255,208      | Lewis Hamilton (Mercedes)           | Nico Rosberg (Mercedes)             | Sebastian Vettel (Red Bull-Renault) | Nico Rosberg (Mercedes)          | Lewis Hamilton (Mercedes)           | Lewis Hamilton (Mercedes) | Mercedes                     |
| 16  | 12. Oktober   | Russland (Sotschi)           | 309,745      | Lewis Hamilton (Mercedes)           | Nico Rosberg (Mercedes)             | Valtteri Bottas (Williams-Mercedes) | Lewis Hamilton (Mercedes)        | Valtteri Bottas (Williams-Mercedes) | Lewis Hamilton (Mercedes) | Mercedes                     |
| 17  | 2. November   | USA (Austin)                 | 308,405      | Lewis Hamilton (Mercedes)           | Nico Rosberg (Mercedes)             | Daniel Ricciardo (Red Bull-Renault) | Nico Rosberg (Mercedes)          | Sebastian Vettel (Red Bull-Renault) | Lewis Hamilton (Mercedes) | Mercedes                     |
| 18  | 9. November   | Brasilien (Interlagos)       | 305,909      | Nico Rosberg (Mercedes)             | Lewis Hamilton (Mercedes)           | Felipe Massa (Williams-Mercedes)    | Nico Rosberg (Mercedes)          | Lewis Hamilton (Mercedes)           | Lewis Hamilton (Mercedes) | Mercedes                     |
| 19  | 23. November  | Abu Dhabi (Yas-Insel)        | 305,355      | Lewis Hamilton (Mercedes)           | Felipe Massa (Williams-Mercedes)    | Valtteri Bottas (Williams-Mercedes) | Nico Rosberg (Mercedes)          | Daniel Ricciardo (Red Bull-Renault) | Lewis Hamilton (Mercedes) | Mercedes                     |

## Rennberichte

### Großer Preis von Australien
| Platz | Fahrer          | Team             | Zeit        |
| ----- | --------------- | ---------------- | ----------- |
| 1     | Nico Rosberg    | Mercedes         | 1:32:58,710 |
| 2     | Kevin Magnussen | McLaren-Mercedes | + 26,777    |
| 3     | Jenson Button   | McLaren-Mercedes | + 30,027    |
| PP    | Lewis Hamilton  | Mercedes         | 1:44,231    |
| SR    | Nico Rosberg    | Mercedes         | 1:32,478    |

Der Große Preis von Australien auf dem Albert Park Circuit fand am 16. März 2014 statt und ging über eine Distanz von 57 Runden à 5,303 km, was einer Gesamtdistanz von 302,271 km entspricht.
Nico Rosberg gewann das Rennen vor Kevin Magnussen und Jenson Button. Es war die erste Podest-Platzierung Magnussens.
Ursprünglich belegte Daniel Ricciardo den zweiten Platz. Da er die maximal zulässige Benzindurchflussmenge jedoch während des Rennens mehrfach überschritten hatte, wurde er nach dem Rennen disqualifiziert.

### Großer Preis von Malaysia
| Platz | Fahrer           | Team             | Zeit        |
| ----- | ---------------- | ---------------- | ----------- |
| 1     | Lewis Hamilton   | Mercedes         | 1:40:25,974 |
| 2     | Nico Rosberg     | Mercedes         | + 17,313    |
| 3     | Sebastian Vettel | Red Bull-Renault | + 24,534    |
| PP    | Lewis Hamilton   | Mercedes         | 1:59,431    |
| SR    | Lewis Hamilton   | Mercedes         | 1:43,066    |

Der Große Preis von Malaysia auf dem Sepang International Circuit fand am 30. März 2014 statt und ging über eine Distanz von 56 Runden à 5,543 km, was einer Gesamtdistanz von 310,408 km entspricht.
Lewis Hamilton gewann das Rennen vor Nico Rosberg und Sebastian Vettel.
Es war der erste Doppelsieg des Konstrukteurs Mercedes seit dem Großen Preis von Italien 1955.

### Großer Preis von Bahrain
| Platz | Fahrer         | Team                 | Zeit        |
| ----- | -------------- | -------------------- | ----------- |
| 1     | Lewis Hamilton | Mercedes             | 1:39:42,743 |
| 2     | Nico Rosberg   | Mercedes             | + 1,085     |
| 3     | Sergio Pérez   | Force India-Mercedes | + 24,067    |
| PP    | Nico Rosberg   | Mercedes             | 1:33,185    |
| SR    | Nico Rosberg   | Mercedes             | 1:37,020    |

Der Große Preis von Bahrain auf dem Bahrain International Circuit fand am 6. April 2014 statt und ging über eine Distanz von 57 Runden à 5,412 km, was einer Gesamtdistanz von 308,238 km entspricht.
Lewis Hamilton gewann das Rennen vor Nico Rosberg und Sergio Pérez.
Es war das 900. Rennen der Formel-1-Weltmeisterschaft und fand unter Flutlicht statt.

### Großer Preis von China
| Platz | Fahrer          | Team     | Zeit        |
| ----- | --------------- | -------- | ----------- |
| 1     | Lewis Hamilton  | Mercedes | 1:33:28,338 |
| 2     | Nico Rosberg    | Mercedes | + 18,062    |
| 3     | Fernando Alonso | Ferrari  | + 23,604    |
| PP    | Lewis Hamilton  | Mercedes | 1:53,860    |
| SR    | Nico Rosberg    | Mercedes | 1:40,402    |

Der Große Preis von China auf dem Shanghai International Circuit fand am 20. April 2014 statt und ging über eine Distanz von 54 Runden à 5,451 km, was einer Gesamtdistanz von 294,164 km entspricht.
Lewis Hamilton gewann das Rennen vor Nico Rosberg und Fernando Alonso. Mercedes erzielte damit zum dritten Mal in Folge einen Doppelsieg.
Da die Zielflagge fälschlicherweise bereits geschwenkt wurde, als Hamilton sich noch in der 55. Runde befand, wurde als offizielles Rennergebnis der Stand nach 54 statt 56 Runden gewertet. Innerhalb der Punkteränge gab es keine Verschiebungen.

### Großer Preis von Spanien
| Platz | Fahrer           | Team             | Zeit        |
| ----- | ---------------- | ---------------- | ----------- |
| 1     | Lewis Hamilton   | Mercedes         | 1:41:05,155 |
| 2     | Nico Rosberg     | Mercedes         | + 0,636     |
| 3     | Daniel Ricciardo | Red Bull-Renault | + 49,014    |
| PP    | Lewis Hamilton   | Mercedes         | 1:25,232    |
| SR    | Sebastian Vettel | Red Bull-Renault | 1:28,918    |

Der Große Preis von Spanien auf dem Circuit de Barcelona-Catalunya fand am 11. Mai 2014 statt und ging über eine Distanz von 66 Runden à 4,655 km, was einer Gesamtdistanz von 307,104 km entspricht.
Lewis Hamilton gewann das Rennen vor Nico Rosberg und Daniel Ricciardo. Mercedes erzielte damit zum vierten Mal in Folge einen Doppelsieg.

### Großer Preis von Monaco
| Platz | Fahrer           | Team             | Zeit        |
| ----- | ---------------- | ---------------- | ----------- |
| 1     | Nico Rosberg     | Mercedes         | 1:49:27,661 |
| 2     | Lewis Hamilton   | Mercedes         | +9,210      |
| 3     | Daniel Ricciardo | Red Bull-Renault | +9,614      |
| PP    | Nico Rosberg     | Mercedes         | 1:15,989    |
| SR    | Kimi Räikkönen   | Ferrari          | 1:18,479    |

Der Große Preis von Monaco auf dem Circuit de Monaco fand am 25. Mai 2014 statt und ging über eine Distanz von 78 Runden à 3,340 km, was einer Gesamtdistanz von 260,520 km entspricht.
Nico Rosberg gewann das Rennen vor Lewis Hamilton und Daniel Ricciardo. Mercedes erzielte damit zum fünften Mal in Folge einen Doppelsieg.
Jules Bianchi erzielte als Neunter die ersten Punkte für Marussia überhaupt.

### Großer Preis von Kanada
| Platz | Fahrer           | Team              | Zeit        |
| ----- | ---------------- | ----------------- | ----------- |
| 1     | Daniel Ricciardo | Red Bull-Renault  | 1:39:12,830 |
| 2     | Nico Rosberg     | Mercedes          | + 4,236     |
| 3     | Sebastian Vettel | Red Bull-Renault  | + 5,247     |
| PP    | Nico Rosberg     | Mercedes          | 1:14,874    |
| SR    | Felipe Massa     | Williams-Mercedes | 1:18,504    |

Der Große Preis von Kanada auf dem Circuit Gilles-Villeneuve fand am 8. Juni 2014 statt und ging über eine Distanz von 70 Runden à 4,361 km, was einer Gesamtdistanz von 305,270 km entspricht.
Daniel Ricciardo gewann das Rennen vor Nico Rosberg und Sebastian Vettel. Es war Ricciardos erster Formel-1-Sieg.
In der letzten Runde kam es zu einer schweren Kollision zwischen Felipe Massa und Sergio Pérez. Beide Fahrer blieben unverletzt. Das Rennen wurde hinter dem Safety-Car beendet.

### Großer Preis von Österreich
| Platz | Fahrer          | Team                 | Zeit        |
| ----- | --------------- | -------------------- | ----------- |
| 1     | Nico Rosberg    | Mercedes             | 1:27:54,976 |
| 2     | Lewis Hamilton  | Mercedes             | +1,932      |
| 3     | Valtteri Bottas | Williams-Mercedes    | +8,172      |
| PP    | Felipe Massa    | Williams-Mercedes    | 1:08,759    |
| SR    | Sergio Pérez    | Force India-Mercedes | 1:12,142    |

Der Große Preis von Österreich auf dem Red Bull Ring fand am 22. Juni 2014 statt und ging über eine Distanz von 71 Runden à 4,326 km, was einer Gesamtdistanz von 307,146 km entspricht.
Nico Rosberg gewann das Rennen vor Lewis Hamilton und Valtteri Bottas. Es war Bottas erste Podest-Platzierung.

### Großer Preis von Großbritannien
| Platz | Fahrer           | Team              | Zeit        |
| ----- | ---------------- | ----------------- | ----------- |
| 1     | Lewis Hamilton   | Mercedes          | 2:26:52,094 |
| 2     | Valtteri Bottas  | Williams-Mercedes | + 30,135    |
| 3     | Daniel Ricciardo | Red Bull-Renault  | + 46,495    |
| PP    | Nico Rosberg     | Mercedes          | 1:35,766    |
| SR    | Lewis Hamilton   | Mercedes          | 1:37,176    |

Der Große Preis von Großbritannien auf dem Silverstone Circuit fand am 6. Juli 2014 statt und ging über eine Distanz von 52 Runden à 5,891 km, was einer Gesamtdistanz von 306,198 km entspricht.
Lewis Hamilton gewann das Rennen vor Valtteri Bottas und Daniel Ricciardo.
Das Rennen wurde nach einem Unfall von Kimi Räikkönen in der ersten Runde, bei dem eine Leitplanke beschädigt wurde, unterbrochen und nach einer Pause von einer Stunde wieder aufgenommen. Räikkönen wurde leicht verletzt.

### Großer Preis von Deutschland
| Platz | Fahrer          | Team              | Zeit        |
| ----- | --------------- | ----------------- | ----------- |
| 1     | Nico Rosberg    | Mercedes          | 1:33:42,914 |
| 2     | Valtteri Bottas | Williams-Mercedes | + 20,789    |
| 3     | Lewis Hamilton  | Mercedes          | + 22,530    |
| PP    | Nico Rosberg    | Mercedes          | 1:16,540    |
| SR    | Lewis Hamilton  | Mercedes          | 1:19,908    |

Der Große Preis von Deutschland auf dem Hockenheimring Baden-Württemberg fand am 20. Juli 2014 statt und ging über eine Distanz von 67 Runden à 4,574 km, was einer Gesamtdistanz von 306,458 km entspricht.
Nico Rosberg gewann das Rennen vor Valtteri Bottas und Lewis Hamilton.

### Großer Preis von Ungarn
| Platz | Fahrer           | Team             | Zeit        |
| ----- | ---------------- | ---------------- | ----------- |
| 1     | Daniel Ricciardo | Red Bull-Renault | 1:53:05,058 |
| 2     | Fernando Alonso  | Ferrari          | + 5,225     |
| 3     | Lewis Hamilton   | Mercedes         | + 5,857     |
| PP    | Nico Rosberg     | Mercedes         | 1:22,715    |
| SR    | Nico Rosberg     | Mercedes         | 1:25,724    |

Der Große Preis von Ungarn auf dem Hungaroring fand am 27. Juli 2014 statt und ging über eine Distanz von 70 Runden à 4,381 km, was einer Gesamtdistanz von 306,630 km entspricht.
Daniel Ricciardo gewann das Rennen vor Fernando Alonso und Lewis Hamilton.
Bedingt durch eine abtrocknende Strecke und zwei Safety-Car-Phasen wählten die Fahrer unterschiedliche Strategien, sodass es zahlreiche Positionswechsel gab.

### Großer Preis von Belgien
| Platz | Fahrer           | Team              | Zeit        |
| ----- | ---------------- | ----------------- | ----------- |
| 1     | Daniel Ricciardo | Red Bull-Renault  | 1:24:36,556 |
| 2     | Nico Rosberg     | Mercedes          | + 3,383     |
| 3     | Valtteri Bottas  | Williams-Mercedes | + 28,032    |
| PP    | Nico Rosberg     | Mercedes          | 2:05,591    |
| SR    | Nico Rosberg     | Mercedes          | 1:50,511    |

Der Große Preis von Belgien auf dem Circuit de Spa-Francorchamps fand am 24. August 2014 statt und ging über eine Distanz von 44 Runden à 7,004 km, was einer Gesamtdistanz von 308,052 km entspricht.
Daniel Ricciardo gewann das Rennen vor Nico Rosberg und Valtteri Bottas.
In der Anfangsphase gab es eine Kollision zwischen dem Führenden Lewis Hamilton und Rosberg. Hamilton fiel nach einem Reifenschaden ans Ende des Feldes zurück, Rosberg verlor durch einen beschädigten Frontflügel einige Positionen.

### Großer Preis von Italien
| Platz | Fahrer         | Team              | Zeit        |
| ----- | -------------- | ----------------- | ----------- |
| 1     | Lewis Hamilton | Mercedes          | 1:19:10,236 |
| 2     | Nico Rosberg   | Mercedes          | + 3,175     |
| 3     | Felipe Massa   | Williams-Mercedes | + 25,026    |
| PP    | Lewis Hamilton | Mercedes          | 1:24,109    |
| SR    | Lewis Hamilton | Mercedes          | 1:28,004    |

Der Große Preis von Italien auf dem Autodromo Nazionale Monza fand am 7. September 2014 statt und ging über eine Distanz von 53 Runden à 5,793 km, was einer Gesamtdistanz von 306,720 km entspricht.
Lewis Hamilton gewann das Rennen vor Nico Rosberg und Felipe Massa.
Hamilton verlor die Führung beim Start und fiel auf den vierten Platz zurück. Er überholte die drei Fahrer vor ihm auf der Strecke.

### Großer Preis von Singapur
| Platz | Fahrer           | Team             | Zeit        |
| ----- | ---------------- | ---------------- | ----------- |
| 1     | Lewis Hamilton   | Mercedes         | 2:00:04,795 |
| 2     | Sebastian Vettel | Red Bull-Renault | + 13,534    |
| 3     | Daniel Ricciardo | Red Bull-Renault | + 14,273    |
| PP    | Lewis Hamilton   | Mercedes         | 1:45,681    |
| SR    | Lewis Hamilton   | Mercedes         | 1:50,417    |

Der Große Preis von Singapur auf dem Marina Bay Street Circuit fand am 21. September 2014 statt und ging über eine Distanz von 60 Runden à 5,065 km, was einer Gesamtdistanz von 303,763 km entspricht.
Lewis Hamilton gewann das Rennen vor Sebastian Vettel und Daniel Ricciardo.
Nico Rosberg fiel mit einem technischen Defekt aus und verlor die Führung in der Weltmeisterschaft an Hamilton.

### Großer Preis von Japan
| Platz | Fahrer           | Team             | Zeit        |
| ----- | ---------------- | ---------------- | ----------- |
| 1     | Lewis Hamilton   | Mercedes         | 1:51:43,021 |
| 2     | Nico Rosberg     | Mercedes         | + 9,180     |
| 3     | Sebastian Vettel | Red Bull-Renault | + 29,122    |
| PP    | Nico Rosberg     | Mercedes         | 1:32,506    |
| SR    | Lewis Hamilton   | Mercedes         | 1:51,600    |

Der Große Preis von Japan auf dem Suzuka International Racing Course fand am 5. Oktober 2014 statt und ging über eine Distanz von 44 Runden à 5,807 km, was einer Gesamtdistanz von 255,208 km entspricht.
Lewis Hamilton gewann das Rennen vor Nico Rosberg und Sebastian Vettel.
Das Rennen wurde nach einem schweren Unfall von Jules Bianchi vorzeitig abgebrochen. Bianchi war bei der Bergung des Fahrzeugs von Adrian Sutil in ein Bergungsfahrzeug gerutscht. Nach über neun Monaten im Koma, erlag Bianchi am 17. Juli 2015 seinen Verletzungen.

### Großer Preis von Russland
| Platz | Fahrer          | Team              | Zeit        |
| ----- | --------------- | ----------------- | ----------- |
| 1     | Lewis Hamilton  | Mercedes          | 1:31:50,744 |
| 2     | Nico Rosberg    | Mercedes          | + 13,657    |
| 3     | Valtteri Bottas | Williams-Mercedes | + 17,425    |
| PP    | Lewis Hamilton  | Mercedes          | 1:38,759    |
| SR    | Valtteri Bottas | Williams-Mercedes | 1:40,896    |

Der Große Preis von Russland auf dem Sochi Autodrom fand am 12. Oktober 2014 statt und ging über eine Distanz von 53 Runden à 5,848 km, was einer Gesamtdistanz von 309,745 km entspricht.
Lewis Hamilton gewann das Rennen vor Nico Rosberg und Valtteri Bottas. Rosberg fuhr 52 Runden auf einem Reifensatz und erzielte mit diesem in der zweitletzten Runde die zweitschnellste Rennrunde.
Mercedes gewann zum ersten Mal die Konstrukteursweltmeisterschaft.

### Großer Preis der USA
| Platz | Fahrer           | Team             | Zeit        |
| ----- | ---------------- | ---------------- | ----------- |
| 1     | Lewis Hamilton   | Mercedes         | 1:40:04,785 |
| 2     | Nico Rosberg     | Mercedes         | + 4,314     |
| 3     | Daniel Ricciardo | Red Bull-Renault | + 25,560    |
| PP    | Nico Rosberg     | Mercedes         | 1:36,067    |
| SR    | Sebastian Vettel | Red Bull-Renault | 1:41,379    |

Der Große Preis der USA auf dem Circuit of The Americas fand am 2. November 2014 statt und ging über eine Distanz von 56 Runden à 5,513 km, was einer Gesamtdistanz von 308,405 km entspricht.
Lewis Hamilton gewann das Rennen vor Nico Rosberg und Daniel Ricciardo. Hamilton überholte Pole-Setter Rosberg in der ersten Rennhälfte auf der Strecke.
Da Caterham und Marussia wegen finanzieller Schwierigkeiten nicht zum Rennen antraten, gingen nur 18 Fahrer an den Start.

### Großer Preis von Brasilien
| Platz | Fahrer         | Team              | Zeit        |
| ----- | -------------- | ----------------- | ----------- |
| 1     | Nico Rosberg   | Mercedes          | 1:30:02,555 |
| 2     | Lewis Hamilton | Mercedes          | + 1,457     |
| 3     | Felipe Massa   | Williams-Mercedes | + 41,031    |
| PP    | Nico Rosberg   | Mercedes          | 1:10,023    |
| SR    | Lewis Hamilton | Mercedes          | 1:13,555    |

Der Große Preis von Brasilien auf dem Autódromo José Carlos Pace fand am 9. November 2014 statt und ging über eine Distanz von 71 Runden à 4,309 km, was einer Gesamtdistanz von 305,909 km entspricht.
Nico Rosberg gewann das Rennen vor Lewis Hamilton und Felipe Massa.

### Großer Preis von Abu Dhabi
| Platz | Fahrer           | Team              | Zeit        |
| ----- | ---------------- | ----------------- | ----------- |
| 1     | Lewis Hamilton   | Mercedes          | 1:39:02,619 |
| 2     | Felipe Massa     | Williams-Mercedes | + 2,576     |
| 3     | Valtteri Bottas  | Williams-Mercedes | + 28,880    |
| PP    | Nico Rosberg     | Mercedes          | 1:40,480    |
| SR    | Daniel Ricciardo | Red Bull-Renault  | 1:44,496    |

Der Große Preis von Abu Dhabi auf dem Yas Marina Circuit fand am 23. November 2014 statt und ging über eine Distanz von 55 Runden à 5,554 km, was einer Gesamtdistanz von 305,355 km entspricht.
Lewis Hamilton gewann das Rennen und entschied die Weltmeisterschaft damit für sich. Felipe Massa wurde Zweiter, Valtteri Bottas Dritter.
Es wurden erstmals in der Formel-1-Weltmeisterschaft doppelt so viele Punkte als bei den anderen Veranstaltungen vergeben.

## Qualifyingduelle
Diese Tabelle zeigt, welche Fahrer im jeweiligen Team die besseren Platzierungen im Qualifying erreicht haben.
| Fahrer               | :                | Fahrer           |
| Red Bull-Renault     | Red Bull-Renault | Red Bull-Renault |
| -------------------- | ---------------- | ---------------- |
| Sebastian Vettel     | 7:11             | Daniel Ricciardo |
| Mercedes             |                  |                  |
| Lewis Hamilton       | 7:12             | Nico Rosberg     |
| Ferrari              |                  |                  |
| Fernando Alonso      | 16:3             | Kimi Räikkönen   |
| Lotus-Renault        |                  |                  |
| Romain Grosjean      | 15:4             | Pastor Maldonado |
| McLaren-Mercedes     |                  |                  |
| Jenson Button        | 10:9             | Kevin Magnussen  |
| Force India-Mercedes |                  |                  |
| Nico Hülkenberg      | 12:7             | Sergio Pérez     |

| Fahrer             | :              | Fahrer            |
| Sauber-Ferrari     | Sauber-Ferrari | Sauber-Ferrari    |
| ------------------ | -------------- | ----------------- |
| Adrian Sutil       | 10:9           | Esteban Gutiérrez |
| Toro Rosso-Renault |                |                   |
| Jean-Éric Vergne   | 7:12           | Daniil Kwjat      |
| Williams-Mercedes  |                |                   |
| Felipe Massa       | 6:13           | Valtteri Bottas   |
| Marussia-Ferrari   |                |                   |
| Jules Bianchi      | 12:3           | Max Chilton       |
| Caterham-Renault   |                |                   |
| André Lotterer     | 1:0            | Marcus Ericsson   |
| Kamui Kobayashi    | 10:5           | Marcus Ericsson   |
| Kamui Kobayashi    | 1:0            | Will Stevens      |

## Rennduelle
Diese Tabelle zeigt, welche Fahrer im jeweiligen Team die bessere Platzierung im Rennen erreicht haben. Sollte aus einem Team in einem Rennen kein Fahrer in die Wertung gekommen sein, wird dies als 0:0 gewertet.
| Fahrer               | :                | Fahrer           |
| Red Bull-Renault     | Red Bull-Renault | Red Bull-Renault |
| -------------------- | ---------------- | ---------------- |
| Sebastian Vettel     | 5:13             | Daniel Ricciardo |
| Mercedes             |                  |                  |
| Lewis Hamilton       | 12:7             | Nico Rosberg     |
| Ferrari              |                  |                  |
| Fernando Alonso      | 16:3             | Kimi Räikkönen   |
| Lotus-Renault        |                  |                  |
| Romain Grosjean      | 8:8              | Pastor Maldonado |
| McLaren-Mercedes     |                  |                  |
| Jenson Button        | 15:4             | Kevin Magnussen  |
| Force India-Mercedes |                  |                  |
| Nico Hülkenberg      | 10:7             | Sergio Pérez     |

| Fahrer             | :              | Fahrer            |
| Sauber-Ferrari     | Sauber-Ferrari | Sauber-Ferrari    |
| ------------------ | -------------- | ----------------- |
| Adrian Sutil       | 7:8            | Esteban Gutiérrez |
| Toro Rosso-Renault |                |                   |
| Jean-Éric Vergne   | 9:8            | Daniil Kwjat      |
| Williams-Mercedes  |                |                   |
| Felipe Massa       | 9:10           | Valtteri Bottas   |
| Marussia-Ferrari   |                |                   |
| Jules Bianchi      | 9:5            | Max Chilton       |
| Caterham-Renault   |                |                   |
| André Lotterer     | 0:1            | Marcus Ericsson   |
| Kamui Kobayashi    | 7:5            | Marcus Ericsson   |
| Kamui Kobayashi    | 0:1            | Will Stevens      |

## Weltmeisterschaftswertungen

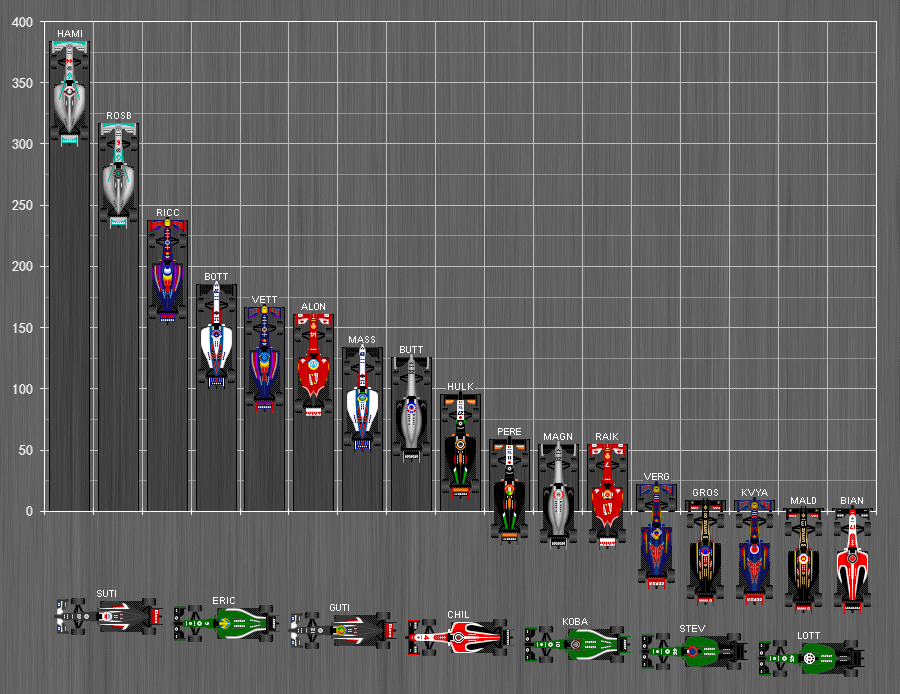
Fahrerwertung der Formel-1-Saison 2014

Weltmeister wurde derjenige Fahrer bzw. Konstrukteur, der bis zum Saisonende am meisten Punkte in der Weltmeisterschaft angesammelt hatte. Bei der Punkteverteilung wurden die Platzierungen im Gesamtergebnis des jeweiligen Rennens berücksichtigt. Beim letzten Rennen gab es doppelte Punkte. Die zehn erstplatzierten Fahrer jedes Rennens erhielten Punkte nach folgendem Schema:
| Punkteverteilung    | Punkteverteilung | Punkteverteilung | Punkteverteilung | Punkteverteilung | Punkteverteilung | Punkteverteilung | Punkteverteilung | Punkteverteilung | Punkteverteilung | Punkteverteilung |
| ------------------- | ---------------- | ---------------- | ---------------- | ---------------- | ---------------- | ---------------- | ---------------- | ---------------- | ---------------- | ---------------- |
| Platz               | 1                | 2                | 3                | 4                | 5                | 6                | 7                | 8                | 9                | 10               |
| Punkte              | 25               | 18               | 15               | 12               | 10               | 8                | 6                | 4                | 2                | 1                |
| Punkte in Abu Dhabi | 50               | 36               | 30               | 24               | 20               | 16               | 12               | 8                | 4                | 2                |

### Fahrerwertung
| Pos. | Fahrer        | Konstrukteur         |     |     |     |     |     |     |     |     |     |     |     |     |     |     |     |     |     |     |     | Punkte |
| 01   | L. Hamilton   | Mercedes             | DNF | 1   | 1   | 1   | 1   | 2   | DNF | 2   | 1   | 3   | 3   | DNF | 1   | 1   | 1   | 1   | 1   | 2   | 1   | 384    |
| 02   | N. Rosberg    | Mercedes             | 1   | 2   | 2   | 2   | 2   | 1   | 2   | 1   | DNF | 1   | 4   | 2   | 2   | DNF | 2   | 2   | 2   | 1   | 14  | 317    |
| 03   | D. Ricciardo  | Red Bull-Renault     | DSQ | DNF | 4   | 4   | 3   | 3   | 1   | 8   | 3   | 6   | 1   | 1   | 5   | 3   | 4   | 7   | 3   | DNF | 4   | 238    |
| 04   | V. Bottas     | Williams-Mercedes    | 5   | 8   | 8   | 7   | 5   | DNF | 7   | 3   | 2   | 2   | 8   | 3   | 4   | 11  | 6   | 3   | 5   | 10  | 3   | 186    |
| 05   | S. Vettel     | Red Bull-Renault     | DNF | 3   | 6   | 5   | 4   | DNF | 3   | DNF | 5   | 4   | 7   | 5   | 6   | 2   | 3   | 8   | 7   | 5   | 8   | 167    |
| 06   | F. Alonso     | Ferrari              | 4   | 4   | 9   | 3   | 6   | 4   | 6   | 5   | 6   | 5   | 2   | 7   | DNF | 4   | DNF | 6   | 6   | 6   | 9   | 161    |
| 07   | F. Massa      | Williams-Mercedes    | DNF | 7   | 7   | 15  | 13  | 7   | 12* | 4   | DNF | DNF | 5   | 13  | 3   | 5   | 7   | 11  | 4   | 3   | 2   | 134    |
| 08   | J. Button     | McLaren-Mercedes     | 3   | 6   | 17* | 11  | 11  | 6   | 4   | 11  | 4   | 8   | 10  | 6   | 8   | DNF | 5   | 4   | 12  | 4   | 5   | 126    |
| 09   | N. Hülkenberg | Force India-Mercedes | 6   | 5   | 5   | 6   | 10  | 5   | 5   | 9   | 8   | 7   | DNF | 10  | 12  | 9   | 8   | 12  | DNF | 8   | 6   | 96     |
| 10   | S. Pérez      | Force India-Mercedes | 10  | DNS | 3   | 9   | 9   | DNF | 11* | 6   | 11  | 10  | DNF | 8   | 7   | 7   | 10  | 10  | DNF | 15  | 7   | 59     |
| 11   | K. Magnussen  | McLaren-Mercedes     | 2   | 9   | DNF | 13  | 12  | 10  | 9   | 7   | 7   | 9   | 12  | 12  | 10  | 10  | 14  | 5   | 8   | 9   | 11  | 55     |
| 12   | K. Räikkönen  | Ferrari              | 7   | 12  | 10  | 8   | 7   | 12  | 10  | 10  | DNF | 11  | 6   | 4   | 9   | 8   | 12  | 9   | 13  | 7   | 10  | 55     |
| 13   | J. Vergne     | Toro Rosso-Renault   | 8   | DNF | DNF | 12  | DNF | DNF | 8   | DNF | 10  | 13  | 9   | 11  | 13  | 6   | 9   | 13  | 10  | 13  | 12  | 22     |
| 14   | R. Grosjean   | Lotus-Renault        | DNF | 11  | 12  | DNF | 8   | 8   | DNF | 14  | 12  | DNF | DNF | DNF | 16  | 13  | 15  | 17  | 11  | 17* | 13  | 8      |
| 15   | D. Kwjat      | Toro Rosso-Renault   | 9   | 10  | 11  | 10  | 14  | DNF | DNF | DNF | 9   | DNF | 14  | 9   | 11  | 14  | 11  | 14  | 15  | 11  | DNF | 8      |
| 16   | P. Maldonado  | Lotus-Renault        | DNF | DNF | 14  | 14  | 15  | DNS | DNF | 12  | 17* | 12  | 13  | DNF | 14  | 12  | 16  | 18  | 9   | 12  | DNF | 2      |
| 17   | J. Bianchi    | Marussia-Ferrari     | NC  | DNF | 16  | 17  | 18  | 9   | DNF | 15  | 14  | 15  | 15  | 18* | 18  | 16  | 20* | INJ | INJ | INJ | INJ | 2      |
| 18   | A. Sutil      | Sauber-Ferrari       | 11  | DNF | DNF | DNF | 17  | DNF | 13  | 13  | 13  | DNF | 11  | 14  | 15  | DNF | 21* | 16  | DNF | 16  | 16  | 0      |
| 19   | M. Ericsson   | Caterham-Renault     | DNF | 14  | DNF | 20  | 20  | 11  | DNF | 18  | DNF | 18  | DNF | 17  | 19  | 15  | 17  | 19  |     |     |     | 0      |
| 20   | E. Gutiérrez  | Sauber-Ferrari       | 12  | DNF | DNF | 16  | 16  | DNF | 14* | 19  | DNF | 14  | DNF | 15  | 20  | DNF | 13  | 15  | 14  | 14  | 15  | 0      |
| 21   | M. Chilton    | Marussia-Ferrari     | 13  | 15  | 13  | 19  | 19  | 14  | DNF | 17  | 16  | 17  | 16  | 16  | DNF | 17  | 18  | DNF |     |     |     | 0      |
| 22   | K. Kobayashi  | Caterham-Renault     | DNF | 13  | 15  | 18  | DNF | 13  | DNF | 16  | 15  | 16  | DNF |     | 17  | DNS | 19  | DNF |     |     | DNF | 0      |
| 23   | W. Stevens    | Caterham-Renault     |     |     |     |     |     |     |     |     |     |     |     |     |     |     |     |     |     |     | 17  | 0      |
| –    | A. Lotterer   | Caterham-Renault     |     |     |     |     |     |     |     |     |     |     |     | DNF |     |     |     |     |     |     |     | 0      |
| –    | A. Rossi      | Caterham-Renault     |     |     |     |     |     |     | PO  |     |     |     |     |     |     |     |     |     |     |     |     | 0      |
| –    | A. Rossi      | Marussia-Ferrari     |     |     |     |     |     |     |     |     |     |     |     | PO  |     |     |     | WD  |     |     |     | 0      |

| Legende  | Legende            | Legende                                                          |
| Farbe    | Abkürzung          | Bedeutung                                                        |
| -------- | ------------------ | ---------------------------------------------------------------- |
| Gold     | –                  | Sieg                                                             |
| Silber   | –                  | 2. Platz                                                         |
| Bronze   | –                  | 3. Platz                                                         |
| Grün     | –                  | Platzierung in den Punkten                                       |
| Blau     | –                  | Klassifiziert außerhalb der Punkteränge                          |
| Violett  | DNF                | Rennen nicht beendet (did not finish)                            |
| Violett  | NC                 | nicht klassifiziert (not classified)                             |
| Rot      | DNQ                | nicht qualifiziert (did not qualify)                             |
| Rot      | DNPQ               | in Vorqualifikation gescheitert (did not pre-qualify)            |
| Schwarz  | DSQ                | disqualifiziert (disqualified)                                   |
| Weiß     | DNS                | nicht am Start (did not start)                                   |
| Weiß     | WD                 | zurückgezogen (withdrawn)                                        |
| Hellblau | PO                 | nur am Training teilgenommen (practiced only)                    |
| Hellblau | TD                 | Freitags-Testfahrer (test driver)                                |
| ohne     | DNP                | nicht am Training teilgenommen (did not practice)                |
| ohne     | INJ                | verletzt oder krank (injured)                                    |
| ohne     | EX                 | ausgeschlossen (excluded)                                        |
| ohne     | DNA                | nicht erschienen (did not arrive)                                |
| ohne     | C                  | Rennen abgesagt (cancelled)                                      |
| ohne     | keine WM-Teilnahme |                                                                  |
| sonstige | P/fett             | Pole-Position                                                    |
| sonstige | 1/2/3/4/5/6/7/8    | Punktplatzierung im Sprint-/Qualifikationsrennen                 |
| sonstige | SR/kursiv          | Schnellste Rennrunde                                             |
| sonstige | *                  | nicht im Ziel, aufgrund der zurückgelegten Distanz aber gewertet |
| sonstige | ()                 | Streichresultate                                                 |
| sonstige | unterstrichen      | Führender in der Gesamtwertung                                   |

### Konstrukteurswertung
| Pos. | Konstrukteur         | Nr.   |     |     |     |     |     |     |     |     |     |     |     |     |     |     |     |     |     |     |     | Punkte |
| 01   | Mercedes             | 44    | DNF | 1   | 1   | 1   | 1   | 2   | DNF | 2   | 1   | 3   | 3   | DNF | 1   | 1   | 1   | 1   | 1   | 2   | 1   | 701    |
| 01   | Mercedes             | 06    | 1   | 2   | 2   | 2   | 2   | 1   | 2   | 1   | DNF | 1   | 4   | 2   | 2   | DNF | 2   | 2   | 2   | 1   | 14  | 701    |
| 02   | Red Bull-Renault     | 01    | DNF | 3   | 6   | 5   | 4   | DNF | 3   | DNF | 5   | 4   | 7   | 5   | 6   | 2   | 3   | 8   | 7   | 5   | 8   | 405    |
| 02   | Red Bull-Renault     | 03    | DSQ | DNF | 4   | 4   | 3   | 3   | 1   | 8   | 3   | 6   | 1   | 1   | 5   | 3   | 4   | 7   | 3   | DNF | 4   | 405    |
| 03   | Williams-Mercedes    | 19    | DNF | 7   | 7   | 15  | 13  | 7   | 12* | 4   | DNF | DNF | 5   | 13  | 3   | 5   | 7   | 11  | 4   | 3   | 2   | 320    |
| 03   | Williams-Mercedes    | 77    | 5   | 8   | 8   | 7   | 5   | DNF | 7   | 3   | 2   | 2   | 8   | 3   | 4   | 11  | 6   | 3   | 5   | 10  | 3   | 320    |
| 04   | Ferrari              | 14    | 4   | 4   | 9   | 3   | 6   | 4   | 6   | 5   | 6   | 5   | 2   | 7   | DNF | 4   | DNF | 6   | 6   | 6   | 9   | 216    |
| 04   | Ferrari              | 07    | 7   | 12  | 10  | 8   | 7   | 12  | 10  | 10  | DNF | 11  | 6   | 4   | 9   | 8   | 12  | 9   | 13  | 7   | 10  | 216    |
| 05   | McLaren-Mercedes     | 22    | 3   | 6   | 17* | 11  | 11  | 6   | 4   | 11  | 4   | 8   | 10  | 6   | 8   | DNF | 5   | 4   | 12  | 4   | 5   | 181    |
| 05   | McLaren-Mercedes     | 20    | 2   | 9   | DNF | 13  | 12  | 10  | 9   | 7   | 7   | 9   | 12  | 12  | 10  | 10  | 14  | 5   | 8   | 9   | 11  | 181    |
| 06   | Force India-Mercedes | 27    | 6   | 5   | 5   | 6   | 10  | 5   | 5   | 9   | 8   | 7   | DNF | 10  | 12  | 9   | 8   | 12  | DNF | 8   | 6   | 155    |
| 06   | Force India-Mercedes | 11    | 10  | DNS | 3   | 9   | 9   | DNF | 11* | 6   | 11  | 10  | DNF | 8   | 7   | 7   | 10  | 10  | DNF | 15  | 7   | 155    |
| 07   | Toro Rosso-Renault   | 25    | 8   | DNF | DNF | 12  | DNF | DNF | 8   | DNF | 10  | 13  | 9   | 11  | 13  | 6   | 9   | 13  | 10  | 13  | 12  | 30     |
| 07   | Toro Rosso-Renault   | 26    | 9   | 10  | 11  | 10  | 14  | DNF | DNF | DNF | 9   | DNF | 14  | 9   | 11  | 14  | 11  | 14  | 15  | 11  | DNF | 30     |
| 08   | Lotus-Renault        | 08    | DNF | 11  | 12  | DNF | 8   | 8   | DNF | 14  | 12  | DNF | DNF | DNF | 16  | 13  | 15  | 17  | 11  | 17* | 13  | 10     |
| 08   | Lotus-Renault        | 13    | DNF | DNF | 14  | 14  | 15  | DNS | DNF | 12  | 17* | 12  | 13  | DNF | 14  | 12  | 16  | 18  | 9   | 12  | DNF | 10     |
| 09   | Marussia-Ferrari     | 17/42 | NC  | DNF | 16  | 17  | 18  | 9   | DNF | 15  | 14  | 15  | 15  | 18* | 18  | 16  | 20* | WD  |     |     |     | 2      |
| 09   | Marussia-Ferrari     | 04    | 13  | 15  | 13  | 19  | 19  | 14  | DNF | 17  | 16  | 17  | 16  | 16  | DNF | 17  | 18  | DNF |     |     |     | 2      |
| 10   | Sauber-Ferrari       | 99    | 11  | DNF | DNF | DNF | 17  | DNF | 13  | 13  | DNF | DNF | 11  | 14  | 15  | DNF | 21* | 16  | DNF | 16  | 16  | 0      |
| 10   | Sauber-Ferrari       | 21    | 12  | DNF | DNF | 16  | 16  | DNF | 14* | 19  | 13  | 14  | DNF | 15  | 20  | DNF | 13  | 15  | 14  | 14  | 15  | 0      |
| 11   | Caterham-Renault     | 10/45 | DNF | 13  | 15  | 18  | DNF | 13  | DNF | 16  | 15  | 16  | DNF | DNF | 17  | DNS | 19  | DNF |     |     | DNF | 0      |
| 11   | Caterham-Renault     | 09/46 | DNF | 14  | DNF | 20  | 20  | 11  | DNF | 18  | DNF | 18  | DNF | 17  | 19  | 15  | 17  | 19  |     |     | 17  | 0      |

| Legende  | Legende            | Legende                                                          |
| Farbe    | Abkürzung          | Bedeutung                                                        |
| -------- | ------------------ | ---------------------------------------------------------------- |
| Gold     | –                  | Sieg                                                             |
| Silber   | –                  | 2. Platz                                                         |
| Bronze   | –                  | 3. Platz                                                         |
| Grün     | –                  | Platzierung in den Punkten                                       |
| Blau     | –                  | Klassifiziert außerhalb der Punkteränge                          |
| Violett  | DNF                | Rennen nicht beendet (did not finish)                            |
| Violett  | NC                 | nicht klassifiziert (not classified)                             |
| Rot      | DNQ                | nicht qualifiziert (did not qualify)                             |
| Rot      | DNPQ               | in Vorqualifikation gescheitert (did not pre-qualify)            |
| Schwarz  | DSQ                | disqualifiziert (disqualified)                                   |
| Weiß     | DNS                | nicht am Start (did not start)                                   |
| Weiß     | WD                 | zurückgezogen (withdrawn)                                        |
| Hellblau | PO                 | nur am Training teilgenommen (practiced only)                    |
| Hellblau | TD                 | Freitags-Testfahrer (test driver)                                |
| ohne     | DNP                | nicht am Training teilgenommen (did not practice)                |
| ohne     | INJ                | verletzt oder krank (injured)                                    |
| ohne     | EX                 | ausgeschlossen (excluded)                                        |
| ohne     | DNA                | nicht erschienen (did not arrive)                                |
| ohne     | C                  | Rennen abgesagt (cancelled)                                      |
| ohne     | keine WM-Teilnahme |                                                                  |
| sonstige | P/fett             | Pole-Position                                                    |
| sonstige | 1/2/3/4/5/6/7/8    | Punktplatzierung im Sprint-/Qualifikationsrennen                 |
| sonstige | SR/kursiv          | Schnellste Rennrunde                                             |
| sonstige | *                  | nicht im Ziel, aufgrund der zurückgelegten Distanz aber gewertet |
| sonstige | ()                 | Streichresultate                                                 |
| sonstige | unterstrichen      | Führender in der Gesamtwertung                                   |